# 1900 en bande dessinée
| Années de la bande dessinée : 1897 - 1898 - 1899 - 1900 - 1901 - 1902 - 1903    |
| Décennies de la bande dessinée : 1870 - 1880 - 1890 - 1900 - 1910 - 1920 - 1930 |

Cet article présente les faits marquants de l'année 1900 en bande dessinée.

## Évènements
- Albin Michel crée les Éditions Albin Michel.
- Aux États-Unis, les Comic strips Happy Hooligan et Trouble in Hogan's Alley sont adaptés au Cinéma muet.

## Nouveaux albums
Voir aussi : Bandes dessinées des années 1900
| Sortie | Titre       | Scénariste | Dessinateur | Coloriste | Éditeur |
| ------ | ----------- | ---------- | ----------- | --------- | ------- |
| ?      | à compléter |            |             |           |         |
| ?      | …           |            |             |           |         |

## Naissances
- 22 janvier : Pellos, scénariste et dessinateur de bandes dessinées français.
- 10 octobre : Jack Liebowitz, copropriétaire de DC Comics
- 20 novembre : Chester Gould, créateur de Dick Tracy
- 23 décembre : Otto Soglow, auteur de bandes dessinées américain.
- Naissances de Vincent Hamlin, René Bastard